# Ulf Lohmann
Pour les articles homonymes, voir Lohmann.
Ulf Lohmann est un compositeur de musique électronique allemand spécialisé dans la musique de type ambient.
Il est l'un des artistes les plus mystérieux du label Kompakt avec Jürgen Paape ou Dettinger. Certains fans ont émis l'hypothèse qu'il s'agirait d'un pseudonyme de Wolfgang Voigt.
Ses morceaux paraissent généralement dans les compilations Pop Ambient.